# Валери Трирвайлер
Валери Трирвайлер (на френски: Valerie Trierweiler) е френска журналистка, телевизионна водеща и писателка на произведения в жанра мемоари, исторически любовен роман, публицистика и документалистика. В периода 2005 – 2014 г. споделя живота си с Франсоа Оланд, избран за президент на Френската република през 2012 г.

## Биография и творчество
Валери Трирвайлер, с рождено име Валери Масоно, е родена на16 февруари 1965 г. в Анже, Франция. Тя е петото от шестте деца в семейството. Баща ѝ е инвалид, след като 13-годишен губи крака си от мина по време на Втората световна война и умира когато тя е 21-годишна, а майка ѝ става рецепционист на ледената пързалка в Анже. Следва в колежа „Жан Люркат“ в Анже, където през 1983 г. получава бакалавърска степен по литература. После следва в университета в Нантер, а после следва история и политически науки и получава диплома по политически науки от Университет Париж-I Пантеон-Сорбона през 1988 г.
След дипломирането си работи като журналист за списание „Професия политик“, а от 1989 г. работи за „Пари Мач“, където отразява политически теми, а от 2005 г. само като литературен критик до 2020 г. През 2005 г. стартира телевизионния канал Direct 8, в който тя води до 2011 г. политическите предавания „Политически казано“ под формата на интервюта.
През 1989 г. се омъжва за приятеля си от детството Франк Турио, с който се развежда през 1992 г. без да имат деца. Вторият ѝ брак е с Денис Трирвайлер, заместник-редактор в списание „Пари Мач“, писател и академик. Имат три деца и се развеждат през 2010 г. след тригодишно бракоразводно дело.
Запознава се с Франсоа Оланд по време на парламентарните избори през 1988 г. Двамата започват връзката си през 2007 г., докато тя все още е омъжена, а я оповестяват през октомври 2010 г. Заради любовта си към Оланд тя жертва семейството и кариерата си. След избирането му за президент на републиката, се оказва в ролята на „Първа дама“, но с неясен статут, което я превръща в най-коментираната личност и една от най-ненавижданите жени във Франция. През януари 2014 г. са публикувани сензационни разкрития за аферата на държавния глава с актрисата Жули Гайе, заради които Валери е приета в болница, а скандалът слага край на деветгодишната им връзка.
През 2014 г. е издадена мемоарната ѝ книга „Благодаря за преживяното“, в която разказва за деветте години от връзката ѝ с Франсоа Оланд, за неустоимото привличане, безумната любов, лъжите, изневярата, гнева и страданието, за властта, която променя Оланд. Книгата веднага става бестселър за всички времена във Франция, като за първи път в историята животът на действащ държавен глава е описан толкова откровено и скандално.
През 2014 г. е публикуван биографичния ѝ роман „Дамата в злато“, от съвместната поредица от бестселъри „Смели жени между изкуството и любовта“. Историята е за Адел Блох-Бауер, омъжена за мъж много по-възрастен от нея, която става модел на брилянтния и провокативен художник Густав Климт, създал за нея една от най-известните картини в света – „Дамата в злато“.
В издадената ѝ през 2019 г. книга, „Даваме си новини“, тя представя мемоарите си за работата си в „Пари мач“, за двадесетте си от най-уникалните си статии, смесвайки репортажи и лични спомени, изключителни журналистически срещи, съмненията и радостите си, ангажиментите си и носталгията по миналото.
Валери Трирвайлер живее в Париж.

## Произведения

### Самостоятелни романи
- Merci pour ce moment (2014) – мемоари[1][2]
Благодаря за преживяното : история за власт, любов и предателство, изд.: ИК „Хермес“, Пловдив (2015), прев. Наталия Христова
- On se donne des nouvelles (2019) – мемоари

### Участие в общи серии с други писатели

#### Поредица „Смели жени между изкуството и любовта“ (Mutige Frauen zwischen Kunst und Liebe)
7. Le secret d'Adèle (2017) – за Адел Блох-Бауер и Густав Климт
Дамата в злато, изд.: „Емас“, София (2020), прев. Белла Чолакова
от поредицата има още 19 романа от различни автори – Ан Жирар, Мишел Марли, Глория Голдрайх, Анабел Абс, Мери Бесон, Каролине Бернард, Лена Йохансон, Софи Бенедикт, Хайди Рен, и др.